# Flunarizin

## Flunarizin
Flunarizin je léčivá látka ze skupiny blokátorů kalciových kanálů. Vykazuje vazomotorické účinky, které lze uplatnit při profylaxi migrény. Stejné účinky má i další látka ze skupiny blokátorů Ca2+ kanálů, verapamil. Do praxe se obě látky dostaly během sedmdesátých a osmdesátých let dvacátého století. Flunarizin je jako léčivo pro předcházení migrény uváděn v doporučeném postupu pro praktické lékaře, nicméně v roce 2021 není v ČR dostupný žádný registrovaný léčivý přípravek, který by jej obsahoval. Lze ovšem objednat neregistrovaný léčivý přípravek s názvem Sibelium.